# Kurt Cobain: Montage of Heck
Kurt Cobain: Montage of Heck, indicato anche come Cobain: Montage of Heck, è un film documentario del 2015 diretto da Brett Morgen sulla vita del defunto leader dei Nirvana, Kurt Cobain, presentato in anteprima al Sundance Film Festival 2015. Ha ricevuto una limitata distribuzione nei cinema a livello internazionale (in Italia venne proiettato solo il 28 e 29 aprile 2015).

## Produzione
Il regista Brett Morgen lavorava al progetto di un documentario su Cobain sin dal 2007. Era stata la vedova di Cobain, Courtney Love, a proporgli l'idea. Il risultato è il primo documentario ufficiale su Kurt Cobain ad avvalersi della collaborazione dei suoi familiari. A Morgen fu dato accesso senza limitazioni all'archivio personale di Cobain e della famiglia. Il documentario include materiale preso da varie performance dei Nirvana e brani inediti, filmini amatoriali, registrazioni, disegni, fotografie, giornali, nastri demo, e testi di canzoni. Morgen si ispirò a come venivano presentate le interviste nel film Lenny del 1974 come modello per le interviste inserite in Montage of Heck. Sono presenti interviste ai genitori di Cobain, alla sorella Kim, all'ex fidanzata, a Courtney Love, e a Krist Novoselic, bassista dei Nirvana; ma solo immagini di repertorio del batterista Dave Grohl che preferì non partecipare al progetto. Il titolo del film, Montage of Heck, deve il suo nome ad un collage musicale fatto da Cobain con un registratore a cassette a 4 tracce nel 1988, del quale esistono due versioni; una da circa 36 minuti e l'altra da 8 minuti. Molte delle scene presenti nel film sono state realizzate sotto forma di cartoni animati da Stefan Nadelman e Hisko Hulsing. L'opera è stata co-prodotta dalla HBO Documentary Films e dalla Universal Pictures International Entertainment Content Group. L'unica figlia di Cobain e Courtney Love, Frances Bean Cobain, è la produttrice esecutiva del film.

## Distribuzione

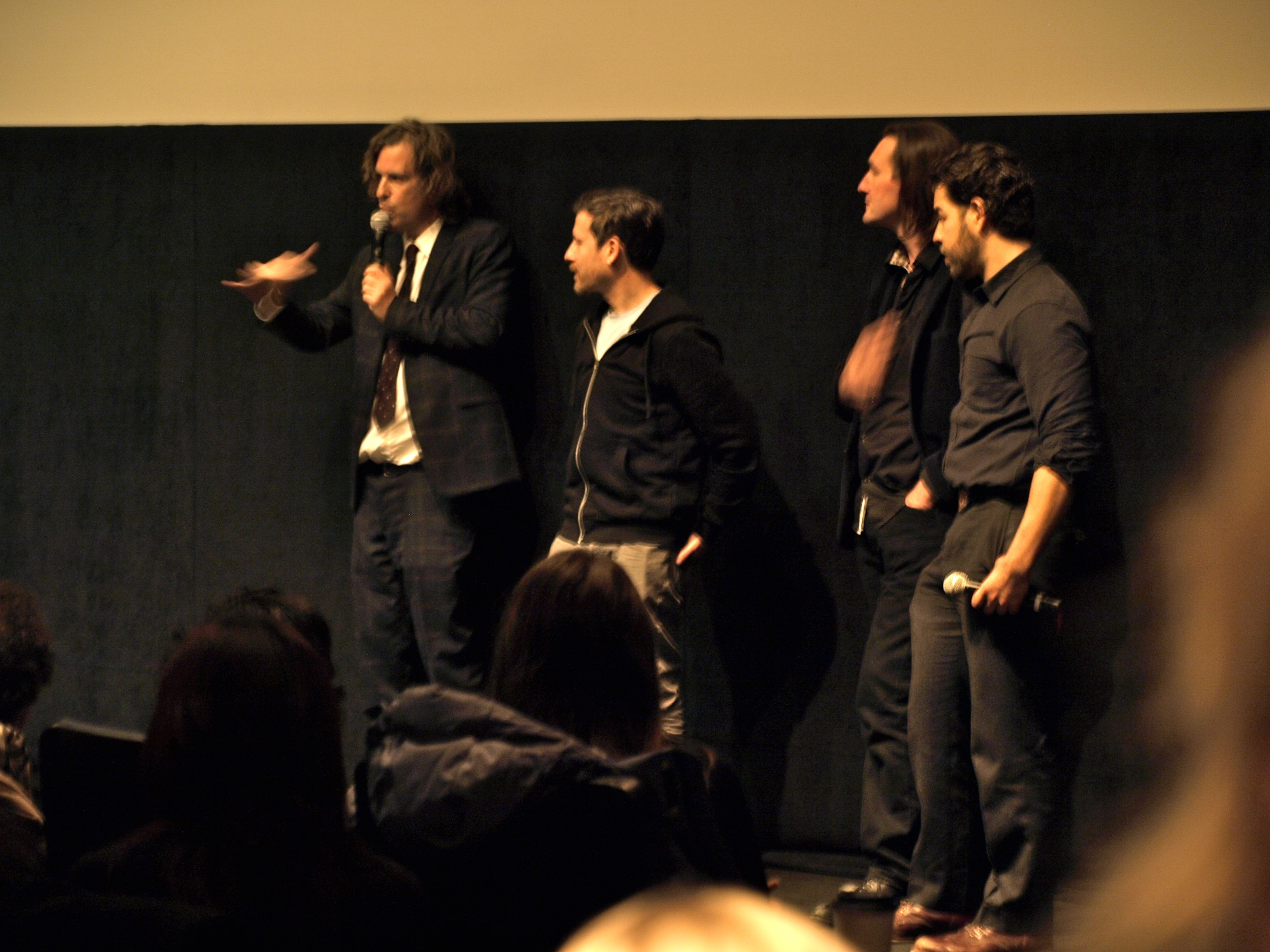
Brett Morgen e la troupe di Montage of Heck al Sundance Film Festival

Il film venne presentato in anteprima il 24 gennaio 2015 al Sundance Film Festival e successivamente mostrato al Berlin International Film Festival l'8 febbraio 2015. In Gran Bretagna il documentario venne proiettato al cinema il 10 aprile 2015 in data unica. Negli Stati Uniti, venne distribuito a partire dal 24 aprile 2015, proiettato in sole tre sale: il Cinerama Dome di Arclight Hollywood, il SIFF Cinema Egyptian Theatre di Seattle, e l'IFC Center a New York City. In Italia venne proiettato sottotitolato in italiano il 28 e 29 aprile 2015 in alcuni cinema selezionati.

## Accoglienza
Il documentario ricevette critiche generalmente favorevoli, con molti recensori che sottolinearono il ritratto umano di Cobain che fuoriusciva dall'opera rispetto ad altre operazioni precedenti sullo stesso soggetto. Sul sito Rotten Tomatoes, il film ha una percentuale di gradimento del 98%, basata su 56 recensioni, con un punteggio di 8.1/10. Su Metacritic, il punteggio è 84 su 100, basato su 19 recensioni.
David Fear di Rolling Stone descrisse il film "un'esperienza senza filtri su Kurt" facendo notare come Cobain venga mostrato "non come il portavoce della sua generazione" ma come "un essere umano, un marito, e un padre". Boyd van Hoeij di The Hollywood Reporter giudicò il film "impressionante in parte, ma selvaggiamente irregolare nel suo complesso". Justin Gerber di Consequence diede una "A" al film, scrivendo come potesse essere considerato "il documentario definitivo su Cobain". Katie Walsh di Indiewire lo descrisse "un vero successo, sia nel campo documentaristico, sia nel preservare la memoria e l'eredità di Cobain". Audrey Adler di NME scrisse che il film è "il ritratto più olistico di un'icona del rock mai creato prima" e gli assegnò un punteggio di 9 su 10. Chris Nashawaty di Entertainment Weekly definì l'opera "un ritratto che è allo stesso tempo sincero, confuso, a volte anche felice, che riporta Cobain in vita in un modo nel quale nessun film o libro precedente era riuscito a fare". Massimo Coppola sulla versione italiana di Rolling Stone definisce Montage of Heck "un'esperienza abbastanza intensa", lodandone la sincerità estrema ma definendo "discutibili le immagini private della coppia e della loro figlioletta" che forse sarebbe stato meglio non mostrare per la loro crudezza. Negativa la recensione di Giona A. Nazzaro su Il manifesto che definisce il tutto un'operazione discutibile, canonica, ed irritante.

## Colonna sonora
Prima ancora della distribuzione ufficiale del film nelle sale, il regista Brett Morgen disse in un'intervista che un album contenente la colonna sonora sarebbe stato pubblicato nei mesi successivi all'uscita della pellicola. Morgen riferì che l'album sarebbe stato costituito da registrazioni casalinghe effettuate da Cobain, e che almeno una traccia era completamente inedita.